# Heinz Friedrich Kamecke
Heinz Friedrich Kamecke (* 14. August 1902 in Bramstädt; † 1982) war ein deutscher Schriftsteller.

## Leben
Heinz Friedrich Kamecke besuchte das Gymnasium in Kolberg und machte anschließend eine Lehre als Buchhändler in Quedlinburg.
Von 1932 bis 1938 arbeitete er als Redakteur in Schwerte. 1938 übernahm er ein Reisebüro in Stettin, wurde aber bereits 1939 Soldat. Neben seinem Militärdienst war er bis 1944 Mitarbeiter der satirischen Wochenzeitschrift Simplicissimus.
Von 1945 bis 1948 befand er sich in Kriegsgefangenschaft. Anschließend lebte er als freier Journalist und Schriftsteller in Kaltenkirchen.

## Werke
- Mit dem Rad aus der Stadt. H. Semm, Breslau 1927.
- Pankauken Schwaierte. 1934.
- Hohensyburg in Sage und Geschichte. 1938.
- Das Land meiner Liebe. Bläschke Verlag, Darmstadt 1977, ISBN 3-87561-676-6.
- Frl. Prostmahlzeit und andere Geschichten. Bläschke Verlag, St. Michael 1981, ISBN 3-7053-1387-8.
- Der Traumflieger. Bläschke Verlag, St. Michael 1981, ISBN 3-7053-1459-9.
- Auf einmal stand ein Esel in der Küche. Wäser, Bad Segeberg 1982, ISBN 3-87883-011-4.

## Ehrungen

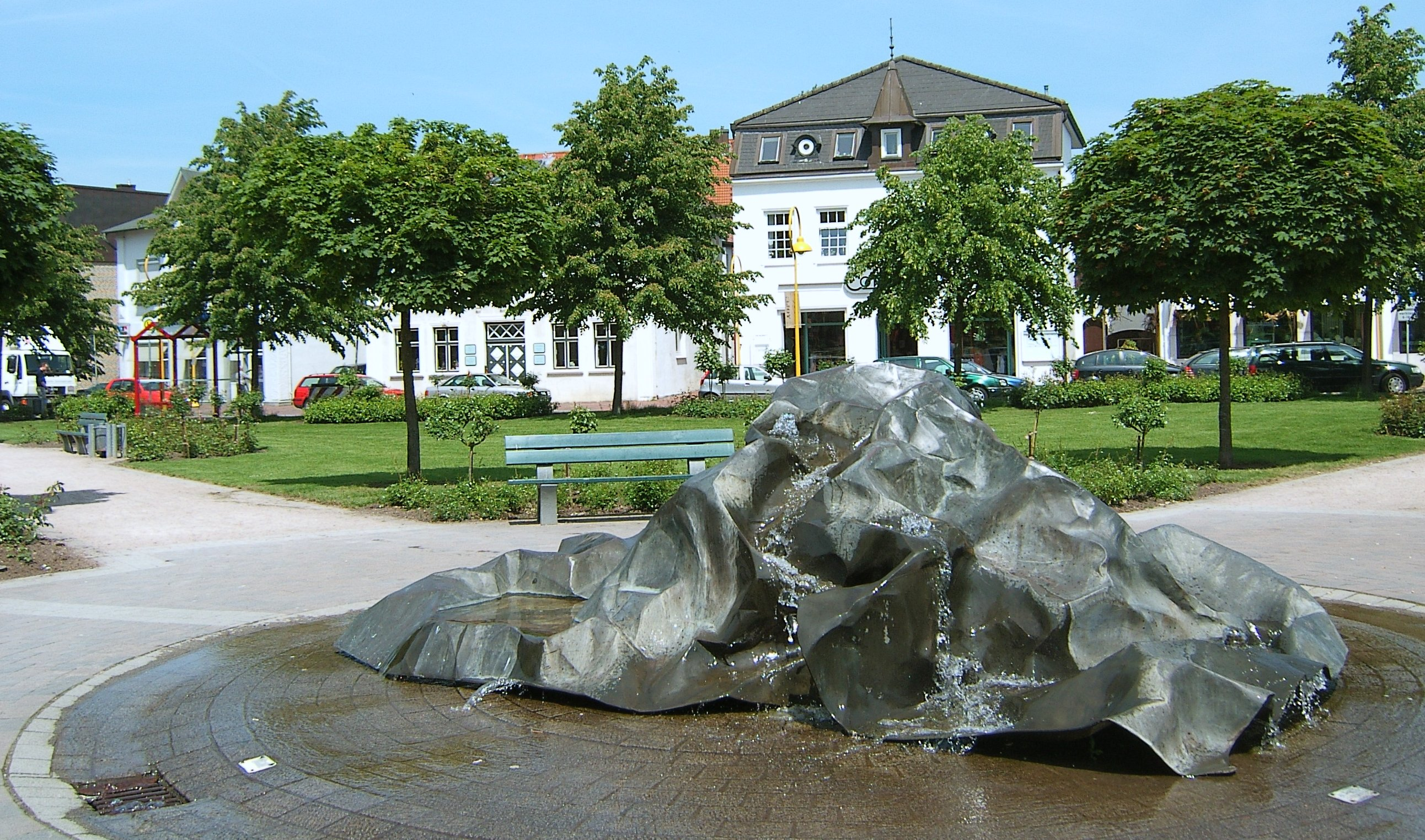
Der Kamecke Brunnen in Kaltenkirchen

Auf dem Grünen Markt in Kaltenkirchen ist ihm ein Brunnen in Form einer zerknüllten Zeitung gewidmet.